# セブン・シーズ・ボイジャー
セブン・シーズ・ボイジャー（Seven Seas Voyager）は、リージェント・セブン・シーズ・クルーズ（RSSC）が運航しているクルーズ客船。

## 概要
2003年3月、イタリアのT.マリオッティ造船所で竣工。船価は2億1千万ドル。4月より地中海クルーズに就航した。
客室数は354室でオールスイート、全室バルコニー付きである。
日本への来航はアジア・太平洋クルーズの途中、2004年3月16日に那覇に寄港したのが初であった。

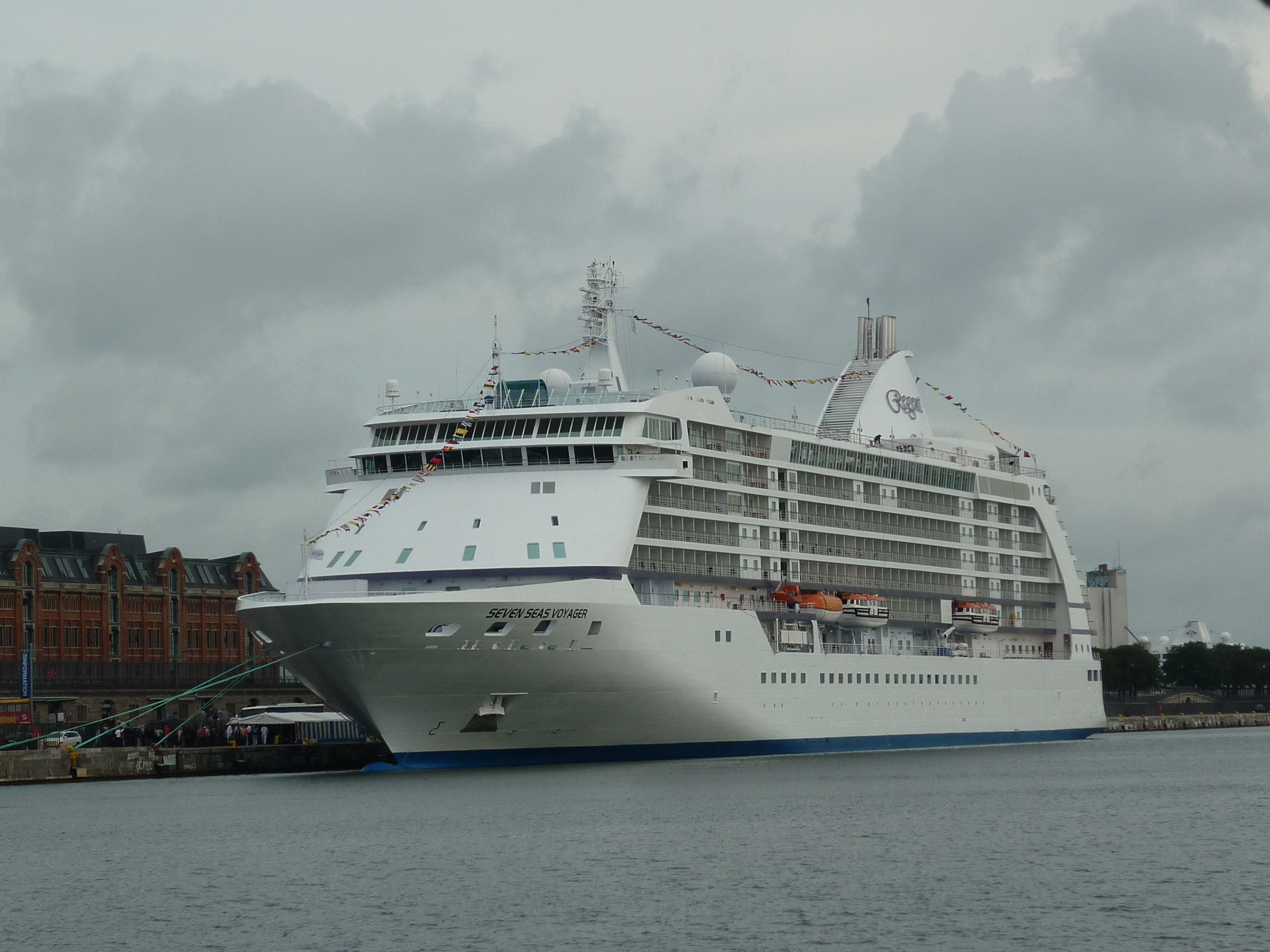
2009年、コペンハーゲンにて。